# Provincia de Wellington
Wellington fue una provincia de Nueva Zelanda desde 1853 hasta la abolición del gobierno provincial en 1876.

## Área
La provincia gobernó gran parte de la mitad sur de la isla del Norte, aproximadamente la misma área ahora conocida como las regiones de Manawatu-Wanganui y Wellington. 
En el centro de la isla, la provincia de Wellington compartía un límite con la provincia de Auckland en la latitud 39° sur. Al oeste, justo al otro lado de la ciudad de Waverley, se encontraba la frontera sur de la provincia de Taranaki.
Al este de la división principal, el límite con la provincia de Hawke's Bay estaba justo al sur de Woodville. Esta provincia fue separada de la provincia de Wellington el 1 de noviembre de 1858.
Los antiguos límites provinciales de Wellington incluyen cuatro de las principales áreas urbanas de Nueva Zelanda: Wellington, Palmerston North, Wanganui y Kapiti. Otras ciudades grandes son Feilding, Levin y Masterton. Según los datos estadísticos de Nueva Zelanda en el censo de 2001, 626 000 personas vivían dentro de los antiguos límites provinciales.

## Poblamiento europeo
En el área que se convertiría en la provincia de Wellington, el asentamiento europeo comenzó en Port Nicholson (ahora llamado Wellington Harbour) y en la desembocadura del río Whanganui. El asentamiento en el área de Hawke's Bay comenzó una década más tarde, alrededor de 1850.

## Superintendentes
La provincia  de Wellington tuvo dos Superintendentes:
| Número | De          | A           | Superintendente     |
| 1      | 2 Jul 1853  | 14 Mar 1870 | Isaac Featherston   |
| 2      | 28 Abr 1871 | 1 Ene 1877  | William Fitzherbert |